# Laura Gómez (patinage de vitesse)
Pour les articles homonymes, voir Laura Gómez.
Laura Isabel Gómez Quintero, née le 17 juillet 1990, est une patineuse de vitesse colombienne.

## Biographie
Laura Gómez devient en 2018 la première Colombienne à participer à des jeux olympiques d'hiver en patinage de vitesse.

## Palmarès
en patinage de vitesse

### Jeux olympiques d'hiver
| Épreuve / Édition   | 500 mètres | 1 000 mètres | 1 500 mètres | 3 000 mètres | 5 000 mètres | Mass start | Poursuite par équipes |
| JO 2018 Pyeongchang | —          | —            | —            | —            | —            |            | —                     |

Légende :
- : première place, médaille d'or
- : deuxième place, médaille d'argent
- : troisième place, médaille de bronze
- : pas d'épreuve
- — : Non disputée par le patineur
- DSQ : disqualifiée

en roller